# John Gilpin
John Brian Gilpin (Southsea, 10 febbraio 1930 – Londra, 5 settembre 1983) è stato un ballerino, attore e direttore artistico britannico.

## Biografia
John Brian Gilpin nacque nell'Hampshire, figlio di John Gilpin e Lilian May Lendon; aveva un fratello gemello, Anthony. Iniziò a danzare all'età di sette anni, perfezionandosi all'Arts Educational School di Londra e alla scuola di danza del Ballet Rambert.
Durante l'infanzia iniziò a danzare e recitare in musical del West End e alcuni film. Tra il 1947 e il 1949 ha danzato con il Ballet Rambert in una tournée in Australia e Nuova Zelanda; successivamente danzò per un breve periodo con il Ballet de Paris di Roland Petit e poi con il Grand Ballet du Marquis de Cuevas.
Dal 1950 fu primo ballerino del London Festival Ballet per oltre vent'anni, durante i quali danzò tutti i maggiori ruolo maschili del repertorio classico e fu partner sulle scene di ballerine del calibro di Margot Fonteyn, Alexandra Danilova, Lynn Seymour, Antoinette Sibley, Merle Park e Moira Shearer, Carla Fracci. Durante i suoi due decenni con la compagnia Gilpin ne fu anche direttore artistico tra il 1962 e il 1968, mentre dal 1960 al 1961 danzò come ospite con il Royal Ballet.
Fu sposato con la ballerina Sally Judd dal 1960 al 1970 e poi brevemente con la principessa Antonietta Grimaldi; dal primo matrimonio ebbe la figlia Tracy Gilpin. Poche settimane dopo il secondo matrimonio morì, stroncato da un attacco di cuore all'età di cinquantatré anni.